# Ликамб
Ликамб (др.-греч. Λυκάμβης; VIII—VII века до н. э.) — древнегреческий аристократ с острова Парос, отец Необулы, невесты поэта Архилоха. Разорвал помолвку дочери и в результате стал жертвой архилоховой сатиры. Многие источники сообщают, что из-за нападок поэта Ликамб стал посмешищем для сограждан и был вынужден покончить с собой вместе с дочерью. Антиковеды полагают, что трагический конец этой истории — легенда.

## Биография
Ликамб принадлежал к аристократии острова Парос. Согласно одной из легенд, по поручению сограждан он ездил вместе с Телесиклом в Дельфы, чтобы получить предсказание пифии относительно колонии на Фасосе. Позже поэт Архилох (сын Телесикла) посватался к дочери Ликамба Необуле, и тот дал согласие, которое скрепил торжественной клятвой. По случаю помолвки был организован пир, но позже Ликамб разорвал соглашение. Причины этого шага неизвестны: это могли быть бедность жениха, его сомнительное происхождение (матерью Архилоха была фракийская рабыня Энипо) или несходство политических взглядов будущих тестя и зятя. Архилох, судя по сохранившимся фрагментам его стихотворений, пришёл из-за такого поворота в ярость и написал ряд хулительных стихотворений (ямбов), в которых высмеивал Ликамба и его дочь (по его словам, развратную и уродливую старуху). Сохранился фрагмент одного стихотворения с упоминанием отца Необулы: «Что в голову забрал ты, батюшка Ликамб? — пишет Архилох. — Кто разума лишил тебя? Умён ты был когда-то. Нынче ж в городе ты служишь всем посмешищем».
Источники согласны в том, что сатира Архилоха оказалась очень эффективной, но о дальнейших событиях античные авторы пишут по-разному. Критий (V век до н. э.), по-видимому, не знал о каких-либо трагических обстоятельствах, связанных с этой историей; согласно ряду более поздних источников, Необула повесилась, а вместе с ней в разных версиях покончили с собой её сестра или сёстры, мать и сам Ликамб. По некоторым версиям, друзья Ликамба отомстили за него, добившись изгнания или самоубийства Архилоха, либо просто убив поэта. Исследователи уверены в том, что трагический исход этой истории — легенда, сформировавшаяся в связи с распространёнными представлениями об Архилохе как «злоречивом» поэте и о том, что проклятие, особенно облечённое в стихотворную форму, имеет реальную силу. В XX веке, когда был найден «Кёльнский эпод» Архилоха, появилась новая версия событий: многие антиковеды считают, что поэт хотел жениться на младшей дочери Ликамба, но последний хотел сначала выдать замуж старшую, некрасивую, и Архилох от неё отказался.
Точной информации о времени жизни Ликамба нет. Колонизацию Фасоса, накануне которой Ликамб ездил в Дельфы, Дионисий Галикарнасский датирует 16-й Олимпиадой (716—712 годы до н. э.), Ксанф — 18-й (708—704 годы до н. э.), современные учёные — приблизительно 700 годом до н. э. При этом антиковеды уверены, что несостоявшийся зять Ликамба Архилох родился приблизительно в 689 или 680 году до н. э.